# معاملة المتحولين جنسيا في أيرلندا
تطورت حقوق المتحولين جنسياً في جمهورية أيرلندا بشكل كبير مع مرور الوقت.

## الاعتراف بالجندر
في جمهورية أيرلندا، لم يكن من الممكن لشخص متحول جنسيًا تغيير شهادة الميلاد الخاصة به حتى عام 2015. رفعت ليديا فوي قضية في المحكمة العالية في عام 2002 تم رفضها، حيث اعتبرت شهادة الميلاد وثيقة تاريخية.
اتخذت فوي إجراءات جديدة ورفعت القضية إلى المحكمة العليا بالاعتماد على قرارات المحكمة الأوروبية لحقوق الإنسان في قضية
استمعت المحكمة الأوروبية لحقوق الإنسان إلى قضية مماثلة حول امرأة متحول جنسيًا في قضية غودوين وآي ضد المملكة المتحدة. تم الاستماع إلى قضياها في الفترة من 17 إلى 26 أبريل 2007، وتم تاجيل النطق بالحكم. صدر الحكم في المحكمة العليا في 19 أكتوبر 2007. ورأى القاضي أن الدولة الأيرلندية لم تحترم حقوق فوي بموجب المادة 8 من الاتفاقية الأوروبية لحقوق الإنسان بعدم توفير أي آلية لها للحصول على شهادة ميلاد جديدة في جنسها الأنثوي. وأشار إلى أنه سيوافق على إعلان أن القانون الأيرلندي في هذا المجال يتعارض مع الاتفاقية. وقال أيضًا إنه كان سيجد أن حقها في الزواج بموجب المادة 12 من الاتفاقية قد تم انتهاكه أيضًا إذا كان ذلك ذا صلة. في 14 فبراير 2008، أقر القاضي إعلانًا مفاده أن أقسام قانون السجل المدني لعام 2004 تتعارض مع المادة 8 من الاتفاقية. كان هذا أول إعلان لعدم التوافق صدر بموجب قانون الاتفاقية الأوروبية لحقوق الإنسان الصادر 2003.
استأنفت الحكومة هذا القرار، لكنها تخلت عن استئنافها في يونيو 2010 وأنشأت مجموعة استشارية من موظفي الخدمة المدنية لتقديم توصيات لتشريع جديد. تم نشر تقرير المجموعة الاستشارية في يوليو 2011، ولكن كان هناك جدل حول بعض توصياته، لا سيما أن الأشخاص المتحولين جنسياً المتزوجين سيتعين عليهم الطلاق قبل الاعتراف بهم في جنسهم الجديد. في بداية التقرير، ذكر الوزير المسؤول أن الحكومة ستقدم تشريعات للاعتراف بالجندر في أسرع وقت ممكن.
لم يتم تقديم أي تشريع بحلول فبراير 2013، لذلك أصدرت فوي إجراءات جديدة في المحكمة العليا تطلب إعلانًا بأن الدولة ملزمة بإصدارها بشهادة ميلاد جديدة في جنسها الأنثوي، أو أن الدولة تنتهك الدستور الأيرلندي أو الاتفاقية الأوروبية لحقوق الإنسان لأنها لم توفر لها وسيلة انتصاف فعالة لانتهاك حقوقها.
في 15 يوليو 2015، أقرت أيرلندا قانون الاعتراف بالجندر 2015 الذي يسمح بإجراء تغييرات قانونية للتحول الجنسي دون اشتراط التدخل الطبي أو التقييم من قبل الدولة. هذا التغيير ممكن من خلال تقرير المصير لأي شخص يبلغ من العمر 18 عامًا أو أكثر مقيم في أيرلندا ومسجل في سجلات الميلاد أو التبني الأيرلندية. يجب على الأشخاص الذين تتراوح أعمارهم بين 16 و 18 عامًا الحصول على أمر من المحكمة لإعفائهم من الشرط العادي الذي لا يقل عن 18 عامًا. في وقت إقرار القانون كانت أيرلندا تعتبر واحدة من أربع ولايات قضائية في العالم حيث يمكن للأشخاص تغيير الجندر بشكل قانوني من خلال تقرير المصير.
بحلول مايو 2017 كان قد تم منح 230 شخصًا شهادات جديدة للاعتراف بالجندر بموجب قانون عام 2015.